# 那須耕介
那須 耕介（なす こうすけ、1967年11月14日- 2021年9月7日）は、日本の法哲学者。

## 略歴
京都市生まれ。京都大学法学部卒業、2001年京都大学大学院博士課程修了、「法の支配を支えるもの」で博士（法学）の学位を取得。
摂南大学准教授を経て、京都大学大学院人間・環境学研究科教授。
2021年9月7日、膵がんのため53歳で死去。

## 著書
- 『多様性に立つ憲法へ』（2014年、編集グループSURE）
- 『法の支配と遵法義務』（2020年、勁草書房）
- 『社会と自分のあいだの難関』（2021年、編集グループSURE）

### 編著・共著書
- 『京大変人講座』（酒井敏、小木曽哲、山内裕、川上浩司、神川龍馬との共著、2019年、三笠書房）
- 『ナッジ!? 自由でおせっかいなリバタリアン・パターナリズム』（橋本努との共編著、2020年、勁草書房）
- 電子書籍『ナッジ! したいですか? されたいですか?　される側の感情、する側の勘定』（橋本努、吉良貴之、瑞慶山広大との共著、2020年、勁草書房）

### 訳書
- ルイ・メナンド『メタフィジカル・クラブ　米国100年の精神史』（野口良平・石井素子と共訳、2011年、みすず書房）
- キャス・サンスティーン『熟議が壊れるとき　民主政と憲法解釈の統治理論』（監訳、2012年、勁草書房）
- ヤシャ・モンク『自己責任の時代　その先に構想する、支えあう福祉国家』（栗村亜寿香と共訳、2019年、みすず書房）